# Трихология
Трихоло́гия (от др.-греч. θρίξ, родительный падеж τριχός — волос; λόγος — учение) — наука о волосах и волосистой части кожи головы. Она изучает морфологию и физиологию волос, разрабатывает теоретические и практические методики лечения волос и кожи головы.
Трихология как отдельное научное направление сформировалась в середине XX века. Курирующие организации — Международная ассоциация трихологов, Европейское общество исследования волос, а также национальные ассоциации и общества.
В России специалисты по трихологии появились в начале 2000-х годов. В классификаторе профессий Минздрава специальности «врач-трихолог» нет, а трихология считается подразделом дерматокосметологии.